# Agaricus bisporus
Agaricus bisporus (J.E. Lange) Imbach, 1946, in italiano detto prataiolo, è un fungo basidiomicete della famiglia delle Agaricaceae, molto apprezzato in cucina. È largamente coltivato e poi commercializzato in tutto il mondo; in questo caso è noto anche con il nome in francese di champignon.

## Etimologia
Dal latino bisporus = con due spore, per via dei basidi che possiedono solo due spore invece di quattro.

## Descrizione della specie

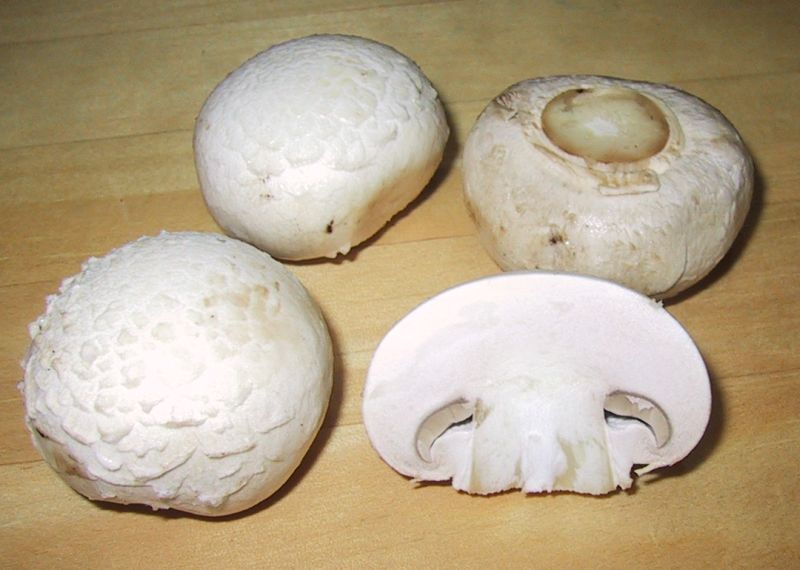
Dettagli morfologici

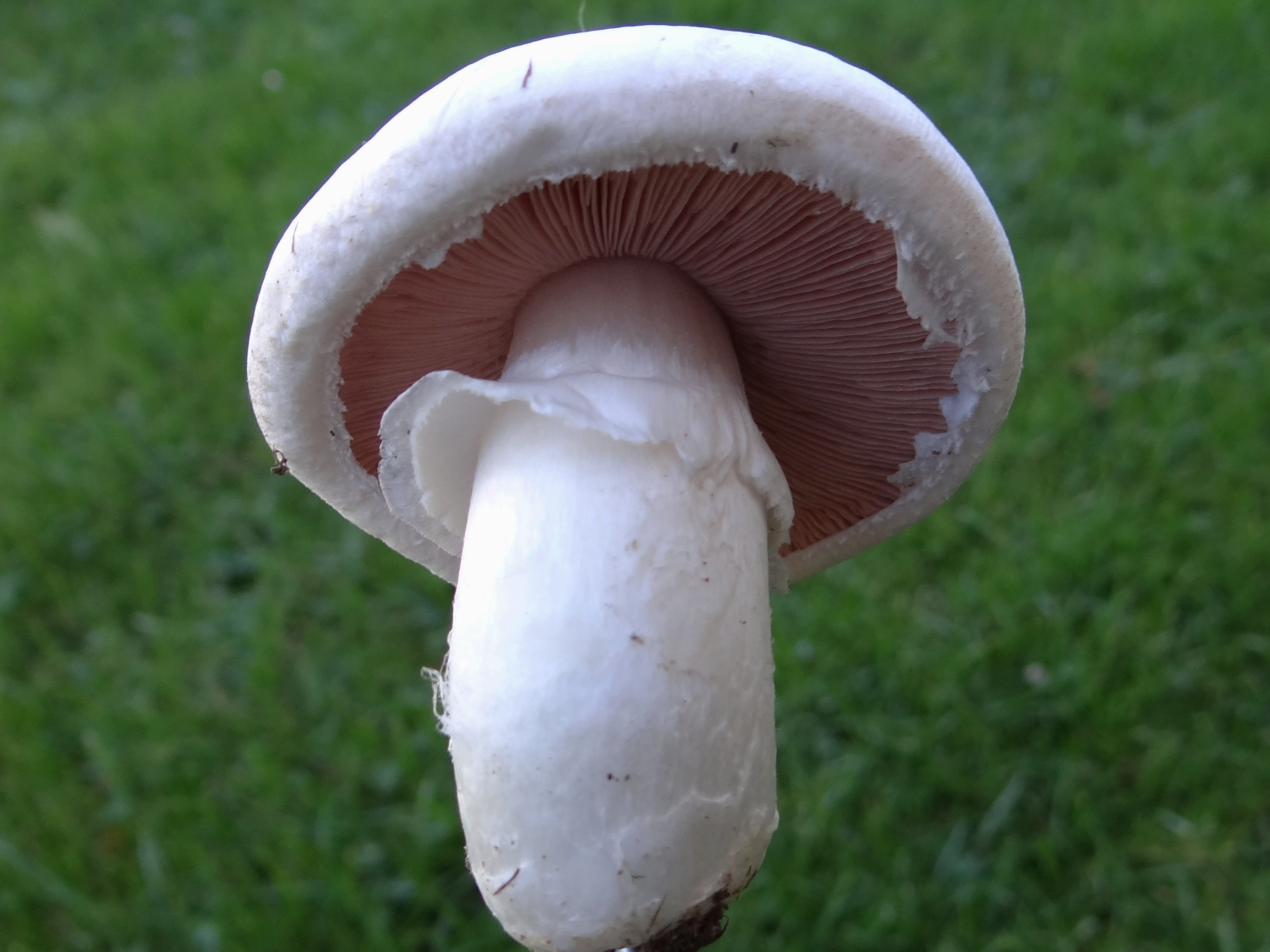
A. bisporus

### Cappello
Il cappello è largo fino a 12 cm, a volte anche oltre, prima ovoideo, poi emisferico, infine convesso; molto carnoso e di color bianco (marrone in alcune varietà, note nei Paesi anglosassoni come chestnut mushrooms), spesso presenta squame brunastre; margine frequentemente fioccoso.

### Lamelle
Le lamelle, dapprima di colore rosa candido, diventano color cioccolato in breve tempo ed infine marrone scuro; libere e piuttosto fitte.

### Gambo
Il gambo, di 3-5 × 1,5-2 cm, è sodo, pieno, corto, tozzo e cilindrico, ingrossato alla base; di colore bianco.

### Anello
L'anello è fioccoso, bianco, membranaceo e facilmente asportabile.

### Carne
Di colore bianco, la carne è leggermente virante al rosso se esposta all'aria; emana odore gradevole, come di muschio o di erba stropicciata. Il sapore, grato e dolce appare più intenso negli esemplari più maturi e per questo alcuni preferiscono consumare solo carpofori giovani.

## Caratteri microscopici
Al microscopio si notano le spore color cacao in massa, ovoidali, lisce, 6-9 × 4-6,5 µm; i basidi hanno solo due spore anziché quattro.

## Distribuzione e habitat
Campi concimati, letamai, giardini, nei prati ai margini dei boschi; gregario.

Cresce tutto l'anno in cattività.

## Commestibilità
Ottima. Facilmente reperibile in qualsiasi mercato.
Numerose le ricette con cui può essere apprezzata questa specie.

## Coltivazione
Come altre specie del suo genere, A. bisporus è un saprofita. I corpi fruttiferi si presentano im gruppetti ravvicinati, il che ne rende elevata la produttività per metro quadrato. Si coltiva in genere su compost nel quale si inocula il micelio, normalmente usando semi di cereali sterili ricoperti di ife del fungo.

## Tassonomia

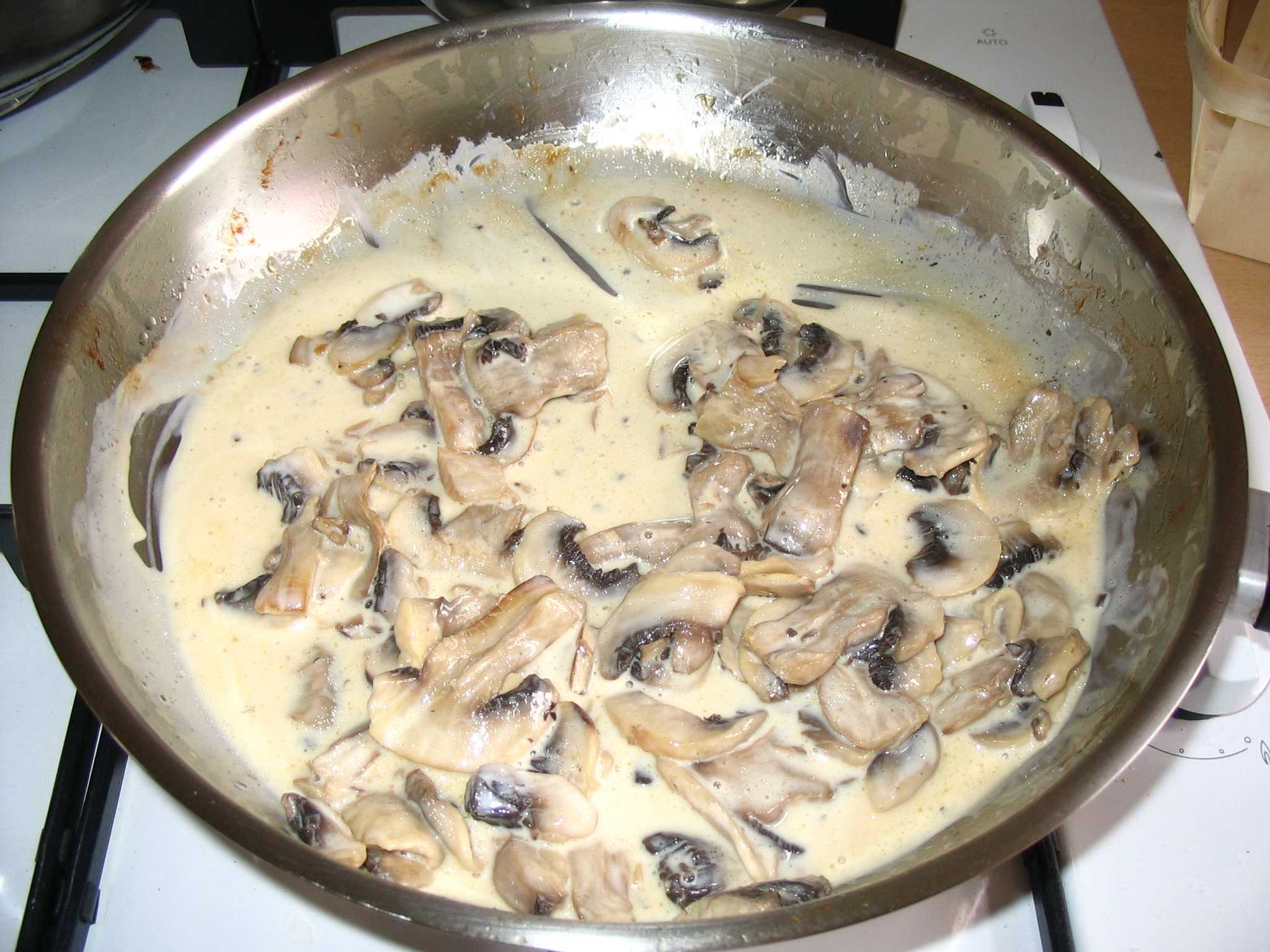
Champignon in salsa

### Sinonimi e binomi obsoleti
- Agaricus bisporus var. albidus (J.E. Lange) Singer,: 30 (1961)
- Agaricus bisporus var. avellaneus (J.E. Lange) Singer,: 29 (1961)
- Agaricus bisporus (J.E. Lange) Pilát, Sborn. Nár. Mus. v Praze, Rada B, Prír. Vedy 7(1): 46 (1951) var. bisporus
- Agaricus brunnescens Peck, Bull. Torrey bot. Club 27: 16 (1900)
- Agaricus campestris sensu Cooke [Ill. Brit. Fung. 527 Vol. 4 (1885)]; fide Checklist of Basidiomycota of Great Britain and Ireland (2005)
- Agaricus campestris var. bisporus Kligman, Am. J. Bot. 3: 746 (1943)

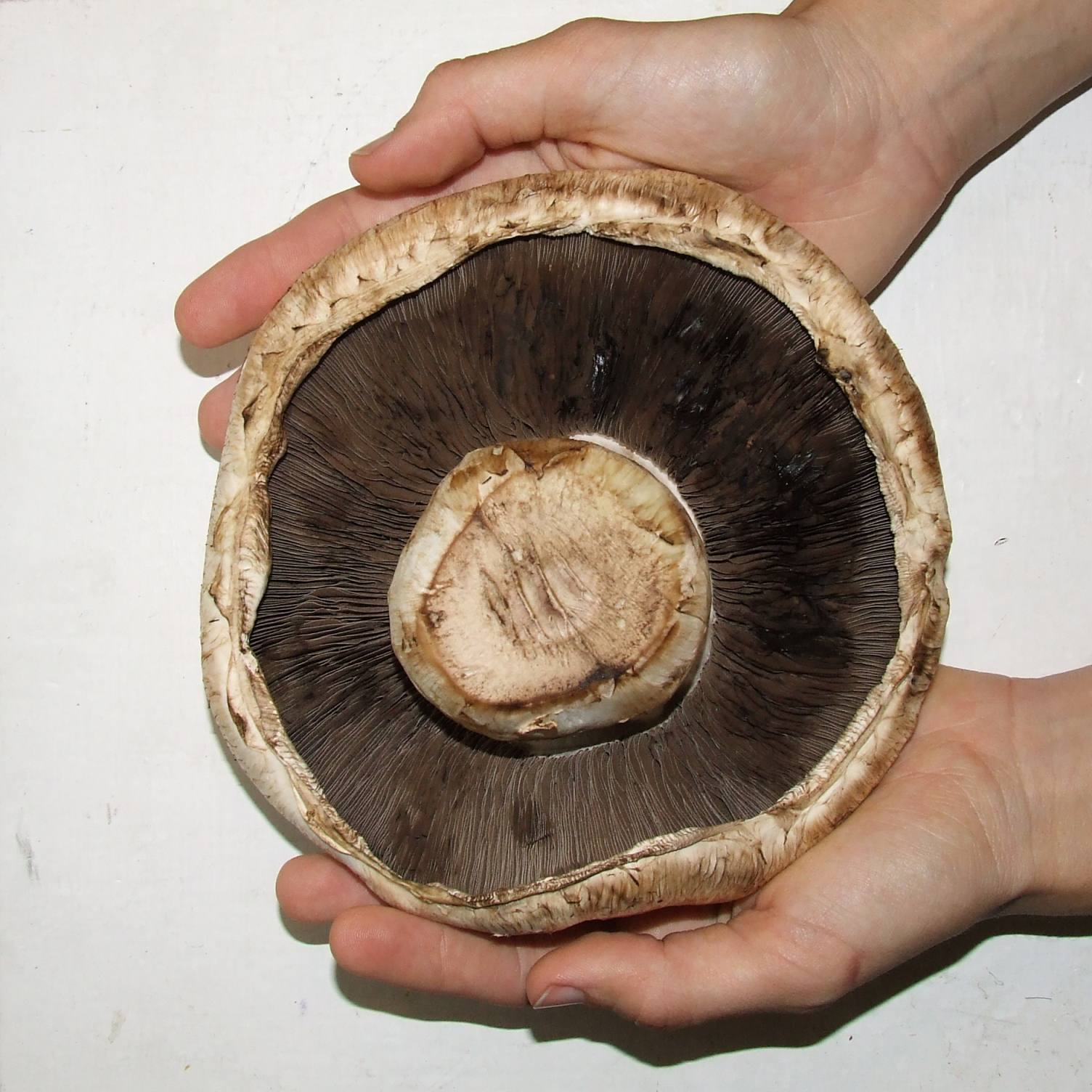
A. bisporus di grosse dimensioni

- Agaricus campestris var. hortensis Cooke [as 'campester'], Handbook of British Fungi: 138 (1871)A. bisporus di grosse dimensioniAgaricus cookeanus Bon [as 'cookeianus'], Docums Mycol. 16(no. 61): 16 (1985)
- Agaricus hortensis (Cooke) Pilát, Sb. nár. Mus. Praze 7B(1): 37 (1951)
- Agaricus hortensis (Cooke) S. Imai, J. Fac. agric., Hokkaido Univ. 43: 258 (1938)
- Agaricus subfloccosus var. bisporus (J.E. Lange) Hlaváček, Mykologický Sborník 28(4-6): 68 (1951)
- Psalliota bispora (J.E. Lange) F.H. Møller & Jul. Schäff., Annales Mycologici 36(1): 69 (1938)
- Psalliota bispora f. albida (J.E. Lange) Treschew, Dansk bot. Ark. 11: 19 (1944)
- Psalliota bispora f. avellanea (J.E. Lange) Treschew, Dansk bot. Ark. 11: 19 (1944)
- Psalliota campestris var. hortensis (Cooke) Lloyd, (1899)
- Psalliota hortensis (Cooke) J.E. Lange, Dansk bot. Ark. 4(12): 8 (1926)
- Psalliota hortensis f. albida J.E. Lange, (1939)
- Psalliota hortensis f. avellanea J.E. Lange, (1939)
- Psalliota hortensis var. bispora J.E. Lange, Dansk bot. Ark. 4(12): 8 (1926)

### Specie simili
- Altre specie del suo genere (evitare agarici che odorano di inchiostro o di fenolo).
- Prestare attenzione a possibili confusioni con specie mortali del genere Amanita di colore bianco (che però possiedono la volva).